# May Britt Wilkens

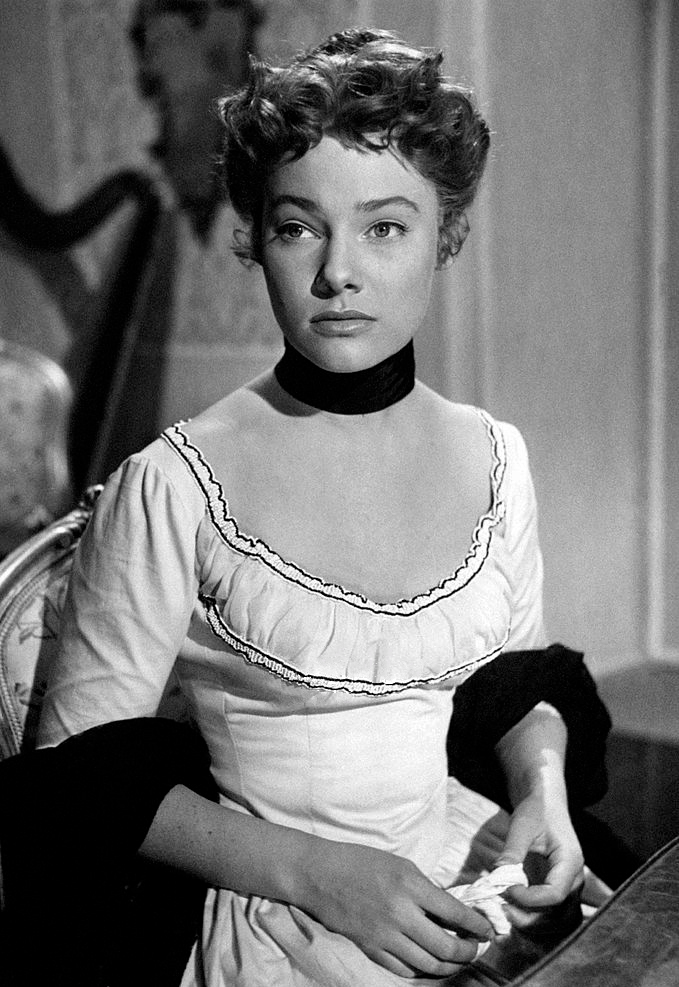
May Britt, 1953.

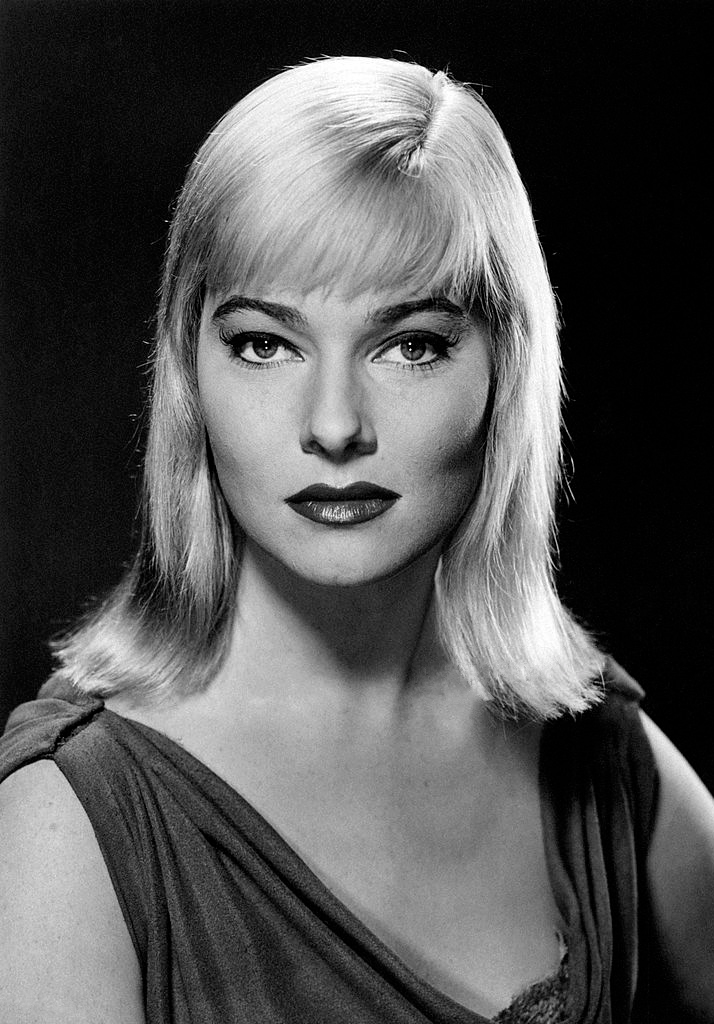
May Britt, 1955.

May Britt Wilkens, känd som enbart May Britt, född 22 mars 1934 i Gustav Vasa församling i Stockholm, är en svensk-amerikansk skådespelare.

## Biografi
Wilkens började arbeta som assistent hos fotograf Uggla på Kungsgatan i Stockholm där hon upptäcktes våren 1951 av Mario Soldati och Carlo Ponti som sökte en pojkflicka till filmen Piratens dotter (Iolanda, la figlia del Corsaro Nero) 1952. Senare fick hon ett sjuårskontrakt med Twentieth Century Fox och flyttade från Italien till Hollywood. Där spelade hon bland annat huvudrollen i Edward Dmytryks Den blå ängeln (nyinspelning av Marlene Dietrichs tyska film Blå ängeln). 
Wilkens var först gift med den fyra år yngre amerikanske skådespelaren och senare hästuppfödaren, Edwin J.Gregson. De gifte sig i Tijuana den 28 februari 1958, men separerade och skildes året därpå. Hon träffade Sammy Davis Jr. 1959, och de var gifta 1960–1968. Giftermålet väckte uppmärksamhet då det var ett så kallat blandäktenskap. I samband med äktenskapet avbröt hon sin filmkarriär efter filmen Murder, Inc. (1960). Sedan äktenskapet tog slut gjorde hon sporadiska roller på TV och ytterligare en film, Haunts (1977). Hon krediteras ofta med bara förnamnet May Britt.
Wilkens bor i Kalifornien, ägnar sig åt måleri och var gift med Lennart Ringquist (1930–2017) från 1993 till hans död. Hon porträtterades av Megan Dodds i TV-filmen The Rat Pack (1998). May Britt Wilkens härstammar på sin faders sida från Karlskrona i Blekinge och på moderns från Borgsjö i Västernorrland. 

## Filmografi i urval
- 1953 – La nave delle donne maledette
- 1956 – Krig och fred
- 1958 – De unga lejonen
- 1958 – Jetflygarna
- 1959 – Blå ängeln
- 1960 – Nattens vargar
- 1977 – Haunts